# Pico de la Coma de Forn
Pico de la Coma de Forn är en bergstopp i Spanien.   Den ligger i provinsen Província de Lleida och regionen Katalonien, i den nordöstra delen av landet, 500 km nordost om huvudstaden Madrid. Toppen på Pico de la Coma de Forn är 2 539 meter över havet.
Terrängen runt Pico de la Coma de Forn är huvudsakligen bergig, men den allra närmaste omgivningen är kuperad. Trakten runt Pico de la Coma de Forn är nära nog obefolkad, med mindre än två invånare per kvadratkilometer. Närmaste större samhälle är Espot, 14,3 km sydväst om Pico de la Coma de Forn. Trakten runt Pico de la Coma de Forn består i huvudsak av gräsmarker.